# Bienenzüchtungskunde

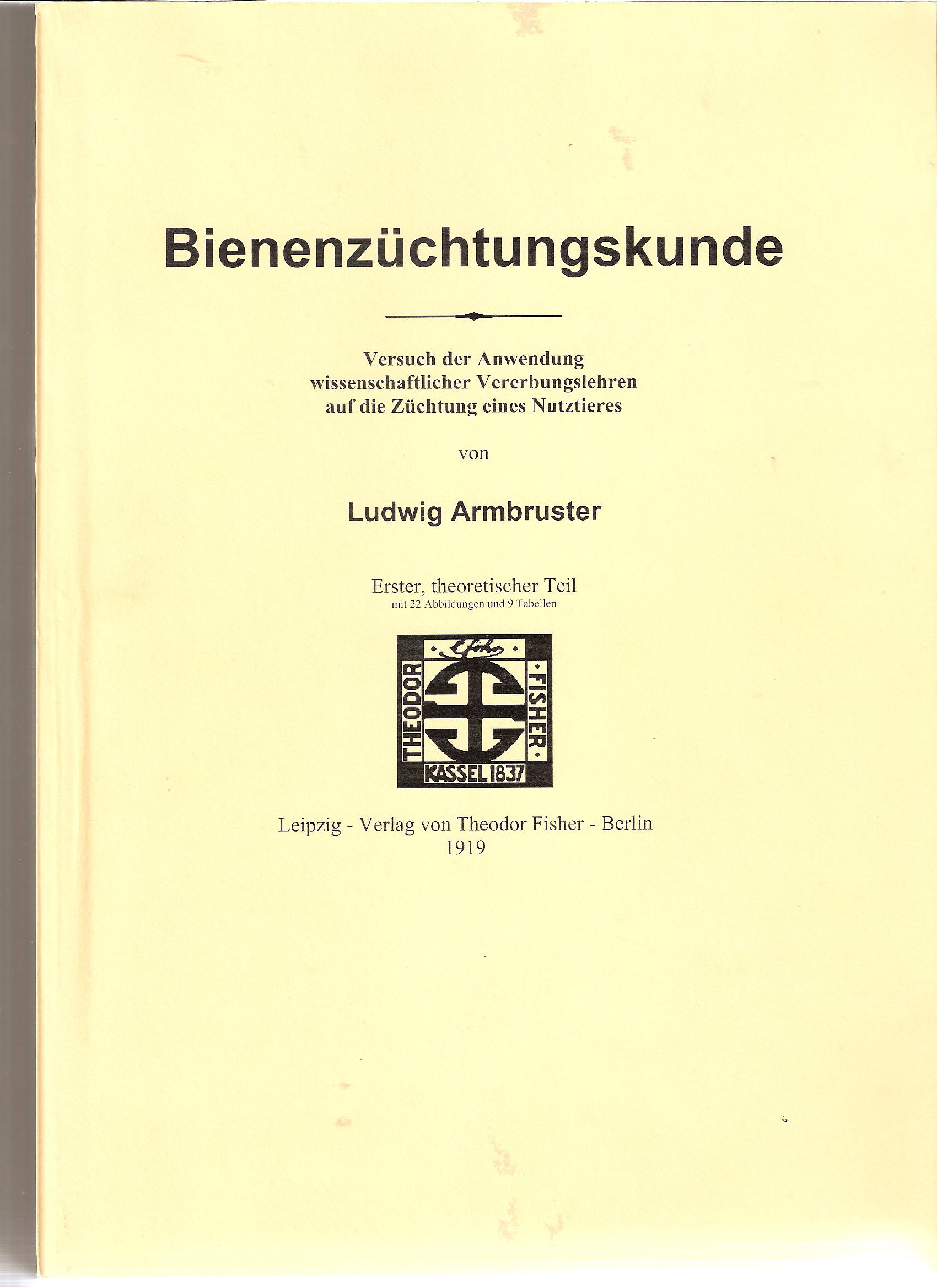
Ludwig Armbruster Bienenzüchtungskunde (1919)

Bienenzüchtungskunde ist ein 1919 erschienenes Buch von Ludwig Armbruster über die genetische Vererbung bei Honigbienen und deren praktische Anwendung in der Bienenzucht. Armbruster setzt darin als erster Wissenschaftler die Erkenntnisse von Gregor Mendel (1822–1884) über die Gesetze der Vererbung auf die Vererbung bei der in Europa verbreiteten Westlichen Honigbiene (Apis mellifera) um.

## Werk
Anhand zahlreicher Beispiele wurden die Mechanismen der Vererbung und die Voraussetzungen der Zuchtauslese verständlich dargestellt. Armbruster erwähnte in seiner Bienenzüchtungskunde 1919 drei Zuchtziele:
- ein sportliches
- ein wissenschaftliches
- ein wirtschaftliches

Diese Zuchtziele wurden zunächst beschrieben, dann der merkwürdige Stammbaum der Honigbiene erläutert:

„Von den Haustieren hat jedes Tier 2 Eltern, 4 Großeltern, 8 Urgroßeltern, 16 Ururgroßeltern. Bei der Biene hat das Männchen, die Drohne, keinen Vater, also nur ‚einen Elter‘, wie man bei den Vererbungstheoretikern sagt, nur 2 Großeltern, nur 3 Urgroßeltern, nur 5 Ururgroßeltern.  Das Weibchen (Arbeiterin, Königin) hat zwar 2 Eltern, aber nur 3 Großeltern, nur 5 Urgroßeltern und nur 8 Ururgroßeltern, nur halb soviel als das gewöhnliche Haustier (die Drohne hat nicht einmal den dritten Teil der Ururgroßeltern).“

Besondere Ahnentafeln (Pedigrees) der Honigbiene und ihre Zahlengesetze werden erläutert. Chromosomenlehre, Reduktionsteilung und Erbformeln führten zu Züchterideen im Lichte der neuen Gesetze. Die Blutauffrischung nach Inzucht durch Import von Zuchttieren wurde ebenso diskutiert wie unzertrennbare Eigenschaften.
Der Autor verfasste die Bienenzüchtungskunde von 1919, deren praktische Grundlagen im Edelzuchtgebiet „Platte“ bei St. Peter (Hochschwarzwald) zuvor erforscht worden waren, bevor die Mehrfachpaarung beim Hochzeitsflug der Bienenkönigin bekannt war. Sie wurde von Hans Ruttner und Maryan Alber erst 1954 auf der Insel Vulcano mit 100 Königinnen unterschiedlicher Unterarten nachgewiesen. Ludwig Armbruster hat dann diese neuen Erkenntnisse in die Züchtung der Honigbiene eingearbeitet und in seiner wissenschaftlichen Zeitung Archiv für Bienenkunde veröffentlicht. Erst jetzt war die Erklärung vieler Phänomene bei Kreuzungsexperimenten möglich.

## Anwendung
Die Überschrift des 55. Kapitels der 150 Seiten Bienenzüchtungskunde lautet: Der Züchter als Künstler und „Schöpfer“. Dies war dann der Berufsimker Bruder Adam, Leiter der Imkerei im englischen Kloster Buckfast. Er züchtete nach Armbrusters Bienenzüchtungskunde in 70 Jahren Zuchtarbeit Stämme und Linien der „Buckfastbiene“, die weltweit verbreitet ist und bei den Imkern bis heute großen Anklang findet.

## Bedeutung

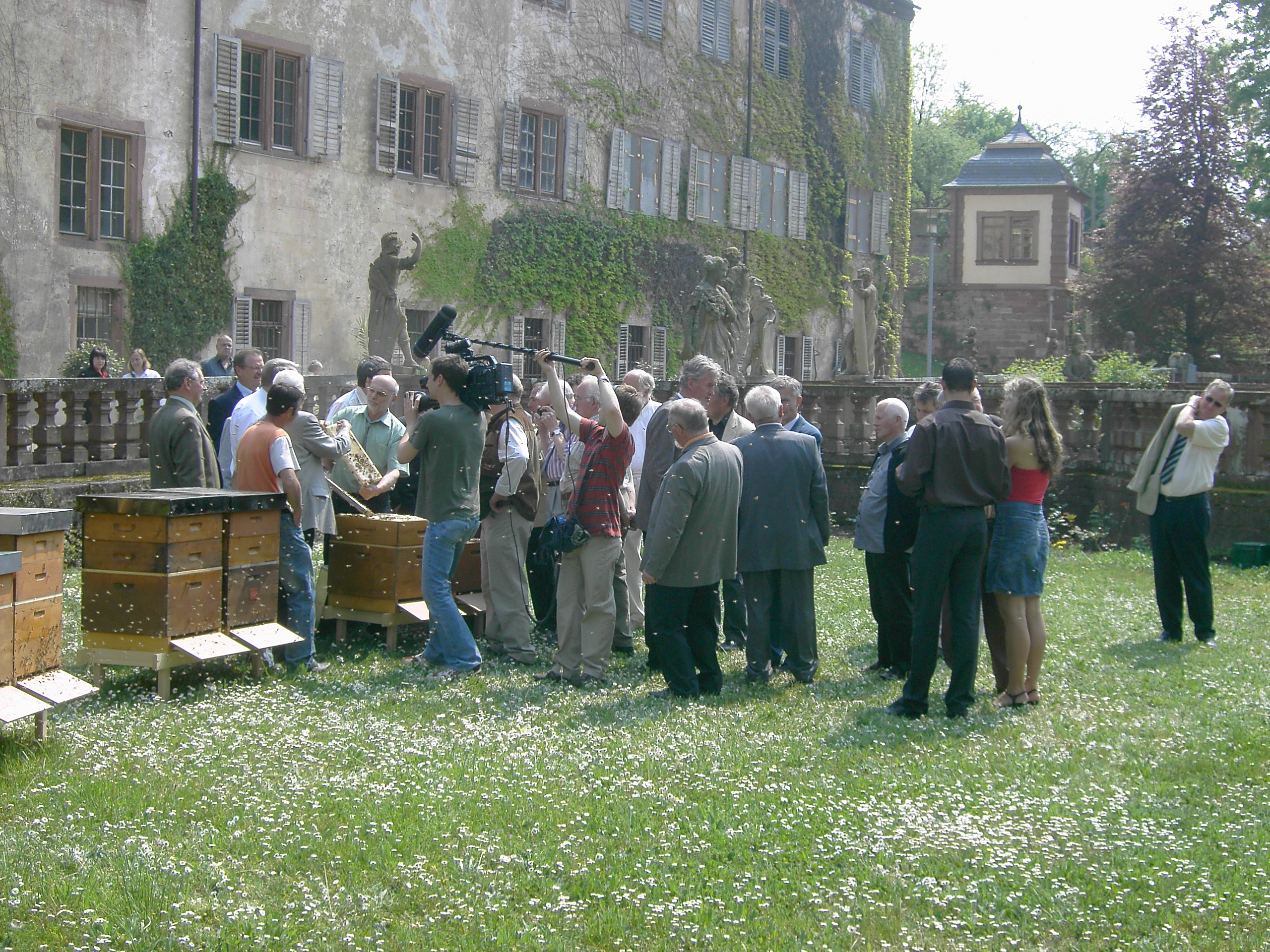
Würdigung von Ludwig Armbrusters Lebenswerk durch APIMONDIA-Präsident Jörgensen in Bronnbach 2007

Mittels Kreuzungs- und Kombinationszucht können Neukombinationen geschaffen werden, welche milbentolerant bei der gefährlichsten aller Bienenkrankheiten, der Varroose, sind oder die wirtschaftlich wertvollen Eigenschaften verschiedener Unterarten und Ökotypen der Westlichen Honigbiene vereinigen. Heute erfreut sich diese Zuchtweise weltweit, vor allem bei Erwerbsimkern, einer großen Beliebtheit.
In einer groß angelegten Untersuchung der Ludwig-Maximilians-Universität München wurden DNA-Untersuchungen zur Biodiversität von 2440 Buckfasteinzelbienen verschiedener Züchter mit Carnica- und Ligustica-Bienen verglichen. Prof. Martin Förster hatte 62 DNA-Marker benutzt und stellt abschließend fest:

„Einfach zusammengefasst heißt dies: Bienen sind zu schade, um in Reinzucht zu verarmen, weil eine erhöhte genetische Vielfalt die Bienen und unsere gemeinsame Umwelt schützt.“

Die Imkerzeitschriften Allgemeine Deutsche Imkerzeitung, Imkerfreund und Die Biene veröffentlichten 2010 eine Buchbesprechung der Bienenzüchtungskunde. Der Autor kommt abschließend zu folgendem Urteil:

„Es ist ihm (Ludwig Armbruster) gelungen, anschaulich und anhand zahlreicher Beispiele die Mechanismen der Vererbung und die Möglichkeiten und Voraussetzungen zur Zuchtauslese für den Laien verständlich darzustellen. Auch wenn die heutigen Erkenntnisse bereits etwas weiter fortgeschritten sind, gebührt Armbruster großes Lob für dieses Werk. Möge es auch heute noch vielen Bienenzüchtern zur Erweiterung ihrer Kenntnisse dienen!“

## Schriften
- Archiv für Bienenkunde. Zeitschrift für Bienenwissen und Bienenwirtschaft (AfB) 1919 bis 1966, insgesamt 41 Bände
- Bienenzucht ob und wie. Berlin 1932, 58 Seiten (2. Auflage Lindau 1952)
- Bienenzüchtungskunde, Theodor Fischer Berlin 1919 (Nachdruck Ertl & Ertl, Wien 2003)
- Die Chromosomenverhältnisse bei der Spermatogenese solitärer Apiden. In: Archiv für Zellforschung 11 (1913), S. 242–328 (Dissertation)
- Grenzen der Rassezucht?, AfB 27. Jahrgang 1950
- Imkereibetriebsformen, Berlin 1936, 256 Seiten
- Imkerbetriebslehre der Erzeugung, 1. Aufl. 1937, 124 Seiten (2. Aufl. 1952)
- Nutzzüchtungsfragen, Lindau 1952, 36 Seiten
- Rückschau, Archiv für Bienenkunde, Jahrgang 1958
- Verbessert die Biene, Zeitschrift für angewandte Entomologie, 5/1917
- Zucht auf Leistung, Lindau 1953, 64 Seiten
- Armbruster, Nachtsheim, Römer: Die Hymenopteren als Studienobjekt azygoter Vererbungserscheinungen, Zeitschrift f. induktive Vererbungslehre, 1917- 253

Die vollständige Bibliographie der 419 Veröffentlichungen Ludwig Armbrusters enthält die Aufstellung in „Archiv für Bienenkunde“ Rückschau. Lebenserinnerungen, Lindau 1958.